# Vリーグ準加盟制度
Vリーグ準加盟制度（ブイリーグじゅんかめいせいど）は、日本バレーボールリーグ機構（Vリーグ機構）が、2008年度より創設した、地域リーグに属するチームを対象とした制度で、2018年のVリーグ再編（新生Vリーグ設立）前まで制度として存在していた。

## 概要
Vリーグ機構への加入を目指すチームに門戸を広げることを目的として、Jリーグ準加盟制度を参考にVリーグ機構が定める条件を満たすあるいはそれに準ずるチームに対して情報の共有及び指導・助言を促し、V・チャレンジリーグ昇格の権利を与える制度である。
2007年度までは地域リーグ（6人制バレーボール選抜男女リーグ）で上位に入ったチームがV・チャレンジリーグ（旧V1リーグ）の下位と入れ替え戦を行っていたが、準加盟制度導入後は準加盟チームが地域リーグ上位による全国6人制バレーボールリーグ総合男女優勝大会で優勝あるいはそれに準ずる成績を収めた場合にV・チャレンジリーグ昇格となる。
2015年、V・チャレンジリーグがV・チャレンジリーグⅠ、Ⅱの二部制（Vリーグ2部、3部に相当）となり、準加盟チームもV・チャレンジリーグⅡに出場出来るようになった（V・チャレンジリーグⅠへの昇格はできない）。

2018年、Vリーグ再編で新生V.LEAGUEが開幕したため、この準加盟制度はなくなり、ライセンス制度となった。

## 条件
準加盟規程第2条「準加盟の条件」より
- 将来Vリーグ機構の社員として入社を目指す意思を持つチームであること。
- 前号のチームの意思を、当該チームの所属する都道府県バレーボール協会が承認、支援していること。
- 継続的に存続し活動し存続しているチームであること。
- 現に都道府県バレーボール協会および日本バレーボール協会に加盟し、天皇杯・皇后杯全日本バレーボール選手権（予選会を含む）あるいは、加盟する全国連盟が主催する全国規模の大会に出場するなどの活動の実績があること。

## 準加盟制度適用チーム

### 男子
| チーム             | 準加盟     | 入社   | V・チャレンジリーグⅡ | 備考                                                                    |
| ------------------ | ---------- | ------ | -------------------- | ----------------------------------------------------------------------- |
| NBKドリーマーズ    | 2009年9月  | 2018年 | 2015-2018年          | 現・奈良ドリーマーズ。2018-19V.LEAGUEのS3ライセンス取得により入社承認。 |
| 千葉ゼルバ         | 2013年7月  | 2020年 | 2015-2018年          | 現・千葉ZELVA。2020-21V.LEAGUEのS3ライセンス取得により入社承認。        |
| 埼玉アザレア       | 2013年9月  | 2014年 | -                    | 2014年にV・チャレンジリーグ昇格。                                       |
| VC長野トライデンツ | 2013年11月 | 2016年 | 2015-2016年          | 2015/16V・チャレンジマッチで勝ちV・チャレンジリーグⅠ昇格。              |
| 長野GaRons         | 2016年2月  | 2018年 | 2016-2018年          | 2018-19V.LEAGUEのS2ライセンス取得により入社承認。                       |
| ヴォレアス北海道   | 2016年12月 | 2018年 | 2017-2018年          | 2018-19V.LEAGUEのS3ライセンス取得により入社承認                         |
| ヴィアティン三重   | 2016年12月 | 2018年 | 2017-2018年          | 2018-19V.LEAGUEのS3ライセンス取得により入社承認。                       |

### 女子
| チーム                                       | 準加盟     | 入社   | V・チャレンジリーグⅡ | 備考                                                          |
| -------------------------------------------- | ---------- | ------ | -------------------- | ------------------------------------------------------------- |
| 残波WINGS                                    | 2009年1月  | -      | -                    | 2014年6月取り消し。                                           |
| JAぎふ                                       | 2009年10月 | 2012年 | -                    | 現・JAぎふリオレーナ。2012年にV・チャレンジリーグ昇格。       |
| トヨタ自動車ヴァルキューレ                   | 2013年11月 | 2014年 | 2015-2017年          | 2014年にV・チャレンジリーグ昇格。2019年退社。                 |
| ブレス浜松                                   | 2014年5月  | 2017年 | 2015-2018年          | 2017/18V・チャレンジリーグⅡは正社員として出場。               |
| 群馬銀行グリーンウイングス                   | 2015年3月  | 2018年 | 2015-2018年          | 2018-19V.LEAGUEのS2ライセンス取得により入社承認。             |
| プレステージ・インターナショナルアランマーレ | 2015年3月  | 2018年 | 2015-2018年          | 2018-19V.LEAGUEのS2ライセンス取得により入社承認。             |
| 大阪スーペリアーズ                           | 2016年1月  | 2018年 | 2016-2018年          | 2018-19V.LEAGUEのS2ライセンス取得により入社承認。2019年退社。 |